# Захарченко Катерина Едуардівна
Катери́на Едуа́рдівна Заха́рченко (* 19 травня 1989, Одеса, УРСР) — українська модель і акторка. Міс Україна 2010.

## Біографія
Батько — бізнесмен, мама — вчитель фізкультури. Катерина має сестру, молодшу на два року та брата, молодшого на вісім років.
4 вересня 2010 року Захарченко перемогла на конкурсі Міс Україна 2010. Дівчина потрапила до заявки за день до змагання, замінивши Валерію Толмачеву із Севастополя, яка травмувала ногу. 30 жовтня Катерина представляла Україну на конкурсі Міс Світу в Китаї, де не потрапила до першої двадцятки учасниць.
Після конкурсу Жан Клод Ван Дам, який був одним з членів журі, запропонував знятись дівчині у його фільмі. Катерина погодилась і зіграла роль нареченої у фільмі «Assassination Games».